# 國立基隆高級中學
國立基隆高級中學，簡稱基隆高中、基中，是一所位在基隆市暖暖區男女合校的三年制社區高中。

## 沿革
前身為日治時期的臺北州立基隆中學校。在1927年3月31日經臺灣總督府許可設立，同年4月20日於基隆市第一尋常小學校（今仁愛國小）舉行第一屆入學典禮，並以該校部分教室作為臨時校舍開始授課，招收110名學生，為日治時期學制之五年制中學。同年6月12日在小學校禮堂舉行開校典禮並將此日訂為校慶日。當時在中學校的校地選定，基隆市政預算編成協議會，在1928年1月通過徵收基隆郡七堵庄八堵字八堵南116番地之土地作為校地之計畫。因計畫校地未位於基隆市內，選在當時郊區的八堵，基隆市民得知此消息後，引發了強烈的反對意見，甚至組成「基隆中學校大沙灣建設期程同盟會」，希望可以將基隆中學校設在大沙灣，並提出選址在基隆要塞司令部附近的淺野家土地的構想。然而台北州當局考量基隆未來發展，仍決定將學校改在八堵。1928年3月，校地變更經總督府許可通過。1929年4月，因學年增加，再向基隆第一公學校（今信義國小）借用臨時教室。1929年9月，部分新校舍落成，始遷往八堵的新校舍上課。戰後1945年8月，中華民國臺灣省政府改進教育設施，各級學校重加整頓，學制課程亦予更張。1945年2月，臺灣省行政長官公署令改為臺灣省立基隆中學，設有初中部和高中部，為與畢業典禮之日期區隔，故爾後以4月20日為校慶紀念日。1970年8月，初中部停止招生並合併基隆市立第一中學高中部，改制為臺灣省立基隆高級中學，原基隆市立一中則改為基隆市立明德國民中學。2000年2月精省後，改名為國立基隆高級中學。2018年，普通班開始招收女學生，成為男女合校的完全中學。

## 校長
| 任別 | 任職時間        | 姓名       |
| ---- | --------------- | ---------- |
| 一   | 1927/4--1931/8  | 吉川貞次郎 |
| 二   | 1931/8--1932/2  | 井上重人   |
| 三   | 1932/2--1934/1  | 植木殖     |
| 代理 | 1934/1--1934/3  | 狩谷淺治郎 |
| 四   | 1934/3--1937/4  | 大欣鐵馬   |
| 五   | 1937/4--1943/2  | 芝原仙雄   |
| 六   | 1943/2--1944/4  | 林豬太郎   |
| 七   | 1944/4-- 1946/1 | 田中專一   |

| 任別 | 任職時間       | 姓名   | 備註                                         |
| ---- | -------------- | ------ | -------------------------------------------- |
| 一   | 1946/1～1946/8 | 吳劍青 |                                              |
| 二   | 1946/8～1949/9 | 鍾浩東 | 因基隆市工作委員會案，於1950年判處死刑       |
| 三   | 1949/9～1950/7 | 黃蘇亞 |                                              |
| 四   | 1950/7～1959/7 | 鄭明祿 |                                              |
| 五   | 1959/7～1969/5 | 王宗樂 | 基中學生斧頭弒師事件，於1969年5月即更換校長  |
| 代理 | 1969/5～1969/7 | 陶彥翀 | 基中學生斧頭弒師事件後，代理校長至該學期結束 |
| 六   | 1969/7～1983/2 | 張鎮民 |                                              |
| 七   | 1983/2～1987/7 | 陳震   |                                              |
| 八   | 1987/7～1996/7 | 朱宏遠 |                                              |
| 九   | 1996/7～2004/8 | 高政賢 |                                              |
| 十   | 2004/8～2008/8 | 巫春貴 |                                              |
| 十一 | 2008/8～2015/7 | 歐東華 |                                              |
| 十二 | 2015/7～2019/8 | 張智惟 |                                              |
| 十三 | 2019/8～迄今   | 鍾定先 |                                              |

## 外部連結
- 國立基隆高中網站